# Dorval Rodrigues
Dorval Rodrigues, detto Dorval (Porto Alegre, 26 febbraio 1935 – Santos, 26 dicembre 2021), è stato un calciatore brasiliano, di ruolo ala.

## Biografia
Nato nella capitale dello Stato del Rio Grande do Sul, iniziò a giocare a calcio molto giovane. Durante il suo periodo da professionista, era celebre per trascorrere molto tempo fuori casa, uscendo da solo per frequentare locali notturni. Ciò nonostante, non fu criticato né dalla stampa né dai tifosi, in quanto le sue gesta fuori dal campo non influivano sulle sue prestazioni in partita. Oltretutto, nel Santos di quegli anni, i giocatori godevano di grande libertà, e potevano trascorrere le ore in cui non erano impegnati in allenamenti o partite come desideravano. Dopo essersi ritirato dal mondo del calcio giocato, Dorval si è trasferito a Vila Santa Catarina, nel sud dello stato di San Paolo, gestendo una scuola calcio a Jabaquara.

## Caratteristiche tecniche
Giocava come centrocampista offensivo, ricoprendo il ruolo di ala destra. Era dotato di grande velocità e perizia sia nel cross che nel dribbling, nonché di una peculiare capacità realizzativa. Per la sua abilità tecnica era soprannominato Pé-de-valsa.

## Carriera

### Club
Iniziò a giocare nelle giovanili del Grêmio, ma fu il Força e Luz che gli diede la possibilità di debuttare nel calcio professionistico. Durante la militanza con tale club, di rilevanza secondaria nel panorama del calcio gaúcho, arrivò a essere convocato per la selezione dello Stato del Rio Grande do Sul per un torneo in Messico Nell'ottobre del 1956 fu dunque ceduto al Santos, che lo aveva notato in seguito alla sua militanza nel Força e Luz; per smorzare l'impatto del giocatore con un differente stile di gioco, quello messo in atto nello Stato di San Paolo, la società decise di mandarlo in prestito per tre mesi nel Juventus perché si adattasse con maggior agio, non dovendo subito vestire la maglia di un club importante come il Santos. Nel suo periodo a Rua Javari fece bene, e, al suo ritorno al Santos, ottenne di poter giocare titolare, al posto di Alfredinho. Le prime stagioni di Dorval furono segnate dalle vittorie in ambito nazionale, con l'ossatura della squadra formata da, tra gli altri, Del Vecchio e Tite, cui presto si aggiunsero Pelé, Coutinho e Pepe. Nel 1960 fu ceduto al Bangu, dove rimase per due stagioni, partecipando al Campionato Carioca. Tornato al Santos, visse il miglior periodo della sua carriera, aggiudicandosi, nel 1962, quattro titoli: un campionato statale, una Taça Brasil e, soprattutto, l'accoppiata Coppa Libertadores-Coppa Intercontinentale. Di quelle formazioni, Dorval fu l'ala destra, giocando in entrambe le competizioni da titolare fisso. Nel 1963 ripeté l'impresa, con la sola differenza che al Paulistão si sostituì il Torneio Rio-São Paulo. Nel 1964 lasciò il Brasile per disputare, per la prima volta in carriera, una stagione in un campionato estero: la destinazione scelta fu l'Argentina, e, con la maglia del Racing di Avellaneda, Dorval prese parte alla Primera División 1964. L'esperienza però si concluse al termine del campionato, e dopo venticinque partite si risolse a tornare in patria, accasandosi nuovamente al Santos. Nel 1966 vinse l'ultimo titolo con la maglia del Peixe, e l'anno dopo lasciò definitivamente Vila Belmiro, dopo 198 gol in 612 partite, sesto miglior marcatore della storia del club. Un breve periodo nel Palmeiras (venti partite e nessuna rete segnata) fece da preludio al suo trasferimento all'Atlético Paranaense, dove rimase dal 1968 al 1971, vincendo un titolo statale nel 1970. L'ultima esperienza all'estero fu con i venezuelani del Valencia, mentre nel 1972 pose fine alla sua carriera giocando per il Saad, insieme ai vecchi compagni Coutinho e Joel.

### Nazionale
La carriera di Dorval con la maglia della selezione nazionale brasiliana non presentò particolari momenti di spicco: ciò è imputabile alla presenza di campioni a lui coevi come Garrincha, che giocava nel suo stesso ruolo, o Joel, che fu convocato al suo posto per il campionato del mondo 1962. La prima partita di Dorval con la Nazionale risale al 1959, anno in cui prese parte al Campeonato Sudamericano de Football di Argentina 1959; debuttò il 10 marzo 1959 a Buenos Aires contro il Perù, giocando l'intero incontro. Giocò poi contro il Cile, ma venne estromesso dalla squadra titolare nella partita del 21 marzo contro la Bolivia, poiché il CT scelse Garrincha al suo posto. Dorval tornò in campo contro l'Uruguay cinque giorni dopo, sostituendo lo stesso Garrincha, avvenimento che si ripeté il 29 marzo contro il Paraguay. La sfida decisiva con l'Argentina, che vide un pareggio per 1-1 che favorì la nazionale con la maglia biancoazzurra, non fu giocata da Dorval, a cui venne preferito Garrincha. Tra i titoli vinti dal giocatore con la Nazionale si annoverano due trofei, la Coppa O'Higgins e la Copa Roca.

## Palmarès

### Club

#### Competizioni nazionali
- Campionato paulista: 6

Santos: 1958, 1960, 1961, 1962, 1964, 1965
- Torneo Rio-San Paolo: 4

Santos: 1959, 1963, 1964, 1966
- Taça Brasil: 5

Santos: 1961, 1962, 1963, 1964, 1965
- Campionato Paranaense: 1

Atlético-PR: 1970

#### Competizioni internazionali
- Coppa Libertadores: 2

Santos: 1962, 1963
- Coppa Intercontinentale: 2

Santos: 1962, 1963

### Nazionale
- Trofeo O'Higgins: 1

1959
- Copa Roca: 1

1963